# Gus Lesnevich
Gustav George Lesnevich, noto semplicemente come Gus Lesnevich (Pittsburgh, 22 febbraio 1915 – 28 febbraio 1964), è stato un pugile statunitense.
Campione del mondo dei pesi mediomassimi dal 1941 al 1948.

## Biografia
Professionista dal 1934. Dopo aver combattuto 54 combattimenti, con 45 vittorie, 5 pari e 4 sconfitte (tra le quali quella contro il forte Young Corbett III), salì sul ring del Madison Square Garden di New York per contendere a Billy Conn il titolo mondiale NBA dei pesi mediomassimi. Il match, combattuto il 17 novembre 1939 fu appannaggio del detentore, per verdetto unanime, ai punti in 15 riprese. Identico risultato ebbe la rivincita, disputata il 5 giugno 1940 a Detroit.
Il 22 maggio 1941, al "Madison", Lesnevich riuscì a conquistare la corona mondiale, battendo ai punti il greco-levantino Anton Christoforidis, che aveva conquistato il titolo lasciato vacante da Conn. Tre mesi più tardi, nuovamente al "Madison", Lesnevich aggiunse alla sua cintura mondiale anche il riconoscimento della Commissione Atletica dello Stato di New York, battendo ai punti Tamy Mauriello. Il verdetto tuttavia non fu unanime perché l'arbitro dell'incontro aveva visto vincitore Mauriello, con ampio margine. Lesnevich fu quindi costretto a concedere la rivincita all'avversario, che si tenne il 14 novembre 1941, ancora al Madison Square Garden di New York. Questa volta il verdetto ai punti in favore del Campione del mondo fu unanime.
L'11 marzo 1942 Lesnevich subì una dura sconfitta ai punti da Jimmy Bivins in un match alla distanza delle dieci riprese e, quindi, non valido per l'assegnazione del titolo mondiale. Poi fu costretto a interrompere l'attività per le vicende connesse alla Seconda Guerra Mondiale. La NBA gli concesse, tuttavia, di mantenere il possesso della cintura mondiale. 
Lesnevich risalì sul ring nel gennaio 1946. Il 14 maggio dello stesso anno mise vittoriosamente in palio il titolo battendo a Londra Freddie Mills per knock-out tecnico al decimo round. Difese vittoriosamente il titolo ancora due volte contro Billy Fox, battendolo in entrambi i casi prima del limite il 28 febbraio 1947 e il 6 novembre 1948. Alla fine del 1947 fu eletto Fighter of the year (pugile dell'anno) dalla rivista statunitense Ring Magazine. Il 26 luglio 1948, al White City Stadium, fu però costretto a consegnare la cintura mondiale nei guantoni del britannico Mills, ai punti in quindici riprese. 
Il 23 maggio 1949 a Cincinnati, Lesnevich fu designato a combattere per l'attribuzione del titolo nordamericano contro l'emergente Joey Maxim. Perse purtroppo ai punti con verdetto unanime. Dopo questo match combatté un'ultima volta per il titolo mondiale dei pesi massimi in possesso di Ezzard Charles, anch'egli proveniente dai mediomassimi. Il 10 agosto 1949, allo Yankee Stadium di New York fu costretto all'abbandono nell'intervallo tra il settimo e l'ottavo round.